# 海水鹽差能
海水鹽差能（英文：或）或鹽差能（Ocean Salinity Energy）是指海水和淡水之間或兩種含鹽濃度不同的海水之間的化學電位差能。在海水和江河水相交匯處容易产生鹹淡水。據估算，地球上存在著26億千瓦可利用的鹽差能，其能量甚至比溫差能還要大。淡水豐富地區的鹽湖和地下鹽礦也可以利用鹽差能。
在實驗室環境下，該技術已經被證實。荷蘭的逆電析法（RED）和挪威的壓力遲滯滲透膜法（PRO）正將此能源用作商業用途。但膜的昂貴成本是一個障礙。而現在研發出一個新型較為便宜的膜，利用電改性的聚乙烯塑料，它適合於潛在的商業用途。其他的方法已經提出，目前正在開發。主要有雙電層電容器技術和蒸汽壓力差方法。
挪威國家電力公司已经興建全球第一間滲透壓發電廠（Statkraft osmotic power prototype in Hurum），容量為4千瓦，於2009年11月24日在挪威托夫特落成。這個廠使用聚酰亚胺（Polyimide）膜，並能夠產生1W/m² 的能量密度。

## 發電原理

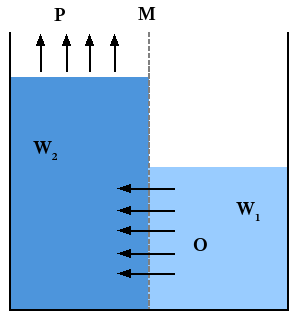
壓力遲滯反滲透

當把兩種濃度不同的鹽溶液倒在同一容器中時，那麼濃溶液中的鹽類離子就會自發地向稀溶液中擴散，直到兩者濃度相等為止。所以，鹽差能發電，就是利用兩種含鹽濃度不同的海水的化學電位差能，並將其轉換為有效電能。
科學家經過周密的計算後發現在17°C時，如果有1摩爾鹽類從濃溶液中擴散到稀溶液中去，就會釋放出5500焦的能量來。
其基本方式是將不同鹽濃度的海水之間的化學電位差能轉換成水的勢能，再利用水輪機發電，具體主要有滲透壓式、蒸汽壓式和機械—化學式等，其中滲透壓式方案最受重視。

### 伏打電式
伏打電堆（Voltaic pile），又名 伏打堆，是最早出現的化學電池，是在1800年由義大利物理學家亞歷山大·伏打伯爵發明。
伏打電堆由很多個單元堆積而成，每一單元有鋅板與銅板各一，其中夾著浸有鹽水的布或紙板。伏打電堆每個單元可以產生0.76V的開路電壓，擁有六個單元的伏打電堆其開路電壓大約是4.56V。
定義
由伏打製作的“伏打堆”被認為是第一種電化學電池堆。它包括兩個電極：一個是正極材料，一個是負極材料。除了傳統封閉抽換電解液形式電池,也可以循環使用海水,滷水,還原海鹽水。利用更新循環海水,滷水,還原海鹽水,不斷補充帶電的鈉.氯.氫等離子.讓正.負兩極材料持續釋放電離子發電.正極材料為貴金屬.惰性金屬或輕金屬,負極材料為石墨等負極,或為與正極材料電位差的金屬.而其電能為海水中的各型帶正,負電位離子.

### 滲透式
將一層半滲透膜放在不同鹽度的兩種海水之間，通過這個膜會產生一個壓力梯度，迫使水從鹽度低的一側通過膜向鹽度高的一側滲透，從而稀釋高鹽度的水，直到膜兩側水的鹽度相等為止。此壓力稱為滲透壓，它與海水的鹽濃度及溫度有關。
目前提出的滲透壓式鹽差能轉換方法主要有水壓塔滲壓系統和強力滲壓系統兩種。

### 太陽能鹽水池
此方法不利用滲透式，而是吸收陽光到達鹽水池塘底部的熱量。以淡水和鹽水之間的密度差異和自然對流的影響，其中日曬造成的「熱對流現象」阻止熱上升，而達到吸熱和儲熱的效果。
太陽能鹽水池，在理論上也可以用來產生滲透功率。如果從太陽能熱蒸發來創建一個鹽度梯度，並利用此鹽度梯度的勢能，从而直接使用上述前三種方法之一，如電析方法。

## 潛在的環境問題
海水與河水的水質及鹽度不同。不同的水生生物有其相對應的耐受鹽度，淡水、鹹淡水或者是海水。海水鹽差能主要的排放物為不同鹽度溶液的混合水. 而經常排放大量的低鹽度水會造成周遭海域鹽度的波動。 雖然在河口及大海的交界處，鹽度波動屬於自然現象，劇烈的鹽度波動仍有降低生物多樣性的隱憂。 根據多數環境保育人士的建議，在建設海洋能發電廠時應考慮對生態環境的衝擊。
對環境較小衝擊的方法之一是把稀釋後的混合水排放至海洋中層（即非表層或底層海洋的區域）。
因為逆電析法（RED）和壓力遲滯滲透膜法（PRO）都需要使用大量的海水及河水，入水處的選擇及規劃格外受到重視。除了需符合法規，也需要經過環境影響評估會議等程序。
在淡水缺乏的地區,則可選擇利用正.負極材料電勢來產生電位差效應,可直接誘發海水中帶電的正.負離子直接釋放電能.此種發電方法須利用循環或抽取的天然海水,可以不用犧牲寶貴的淡水.